# 杨梅生小光壳炱
杨梅生小光壳炱（学名：Asteridiella myricicola）是属于小煤炱目小煤炱科小光壳炱属的一种真菌，寄生在杨梅属植物上。该种分布于中国、刚果。